# اقتحام جنين 2023
اقتحام جنين في 12 أكتوبر 2023، حيث داهمت القوات الإسرائيلية مدينة جنين في الضفة الغربية، واعتقلت مقاتل من حماس وأصابت آخرين. في 14 أكتوبر 2023، شنت إسرائيل هجوم على المدينة، أسفر عن مقتل عدة أشخاص.
وفي 17 نوفمبر 2023 حاصرت قوات الجيش الإسرائيلي، مستشفى ابن سينا في مدينة جنين من جميع الجهات.
وفي 29 نوفمبر 2023 قال رئيس بلدية جنين، إن الجيش الإسرائيلي دمّر البنية التحتية بشكل كبير كما قالت وكالة الأنباء الفلسطينية الرسمية إن قوات الاحتلال أعدمت الطفلين الغول وأبو الوفا بإطلاق الرصاص عليهما بشكل مباشر خلال وجودهما في حي البساتين.

## أنظر أيضا
- عملية طوفان الأقصى
- الجدول الزمني للصراع الإسرائيلي الفلسطيني في عام 2023